# Caccobius zairensis
Caccobius zairensis là một loài bọ cánh cứng trong họ Bọ hung (Scarabaeidae).